# Uniwersytet WSB Merito Łódź
Uniwersytet WSB Merito Łódź – uczelnia niepubliczna oferująca studia w Łodzi, będąca Wydziałem Studiów Stosowanych Uniwersytetu WSB Merito w Toruniu (wcześniej Wyższej Szkoły Bankowej w Toruniu utworzonej 27 sierpnia 1998 roku).

## Historia
W 2022 roku Uniwersytet WSB Merito (wcześniej Wyższa Szkoła Bankowa) rozpoczął działalność w Łodzi, jako zamiejscowy wydział Studiów Stosowanych Uniwersytetu WSB Merito Toruń, a tym samym jedenasty oddział największej w Polsce grupy niepublicznych szkół wyższych. W roku akademickim 2022/2023 do zajęć na uczelni przystąpiło 713 studentów i uczestników studiów podyplomowych.

## Baza dydaktyczna
Kampus Uniwersytetu WSB Merito Łódź mieści się przy ul. Brzozowej 5/7 w Łodzi, w historycznym miejscu, w którym w 1885 swoją fabrykę założyli dwaj znani łódzcy przemysłowcy Winkler i Gärtner. XIX-wieczni fabrykanci wznieśli w tym miejscu kompleks zabudowań fabrycznych, w którym produkowano głównie skarpety, rękawiczki, pończochy oraz dzianiny na bieliznę. Po II wojnie światowej przedsiębiorstwo zostało upaństwowione i działało niemal do końca lat 90. XX wieku jako Zakład Przemysłu Pończoszniczego im. M. Buczka „Zenit”.
Od 2022 roku w nieruchomości przy ul. Brozowej 5/7 w Łodzi mieści się kampus Uniwersytetu WSB Merito. Nowy właściciel, w uzgodnieniu z Miejskim Konserwatorem Zabytków, przeprowadził remont elewacji i odświeżył wnętrza dawnej tkalni. W budynku dydaktycznym wygospodarowano: 7 auli o wielkości od 71 do 171 m.kw. – w największej z nich mogą spotkać się jednocześnie aż 304 osoby, 11 mniejszych sal wykładowych oraz ćwiczeniowych, salę informatyczną oraz bibliotekę.

## Władze Uniwersytetu WSB Merito Łódź[4]
- Rektor: dr hab. Monika Chodorek
- Wicekanclerz: Izabela Lewandowska